# 黄河

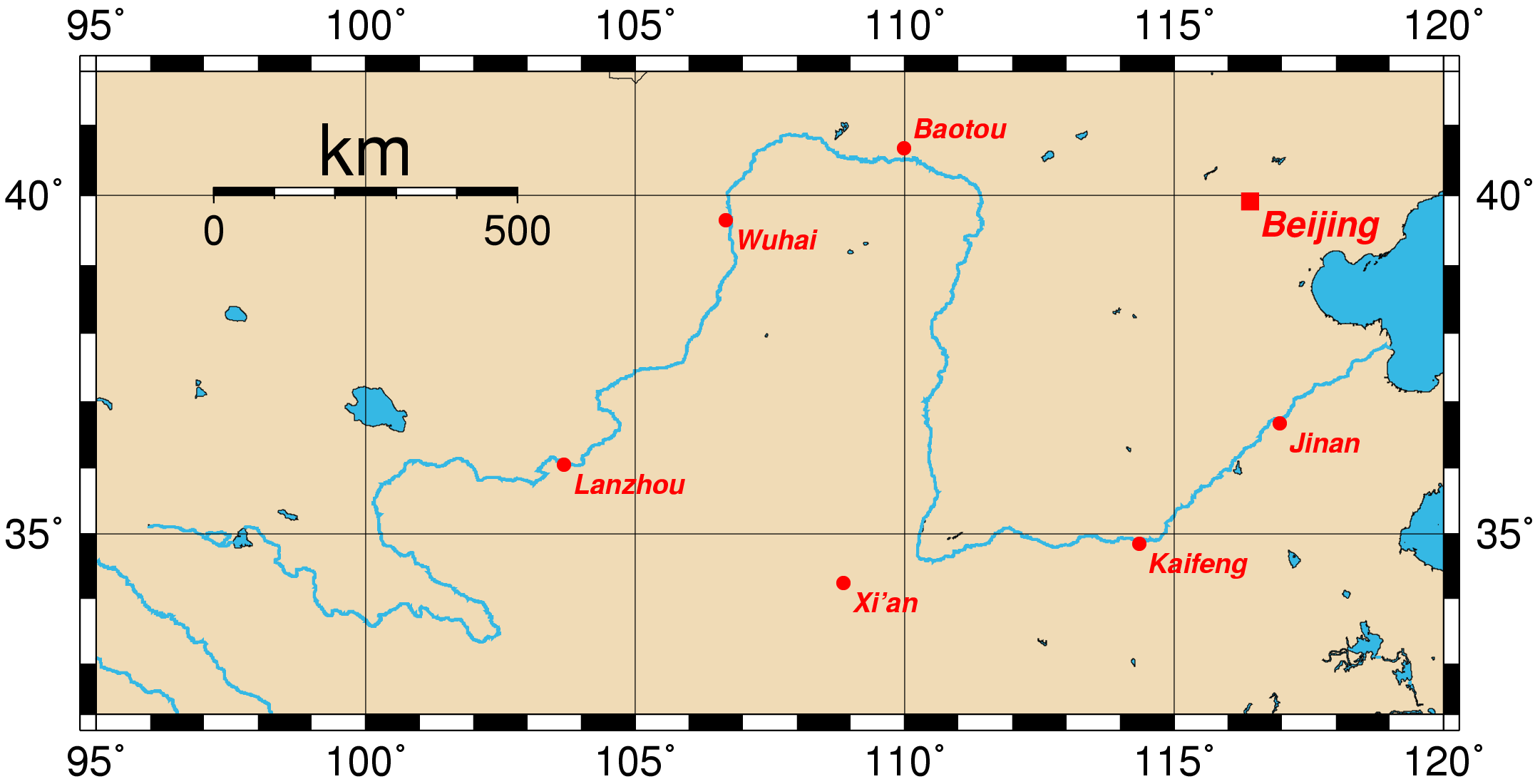
黄河流域

黄河（こうが、拼音: Huánghé、ホワンホー）は、中国の北部を流れ、渤海へと注ぐ川である。全長約5,464キロメートルで、中国では長江（揚子江）に次いで2番目に長く、アジアでは長江とエニセイ川に次いで3位、世界では6番目の長さである。
なお、河という漢字は本来は固有名詞であり、中国で「河」と書いたときは黄河を指す。これに対し、「江」と書いたときは長江を指す。現在の中国文明の直接の母体である黄河文明を育んだ川であり、中国史上において長江と並び巨大な存在感を持つ川である。

## 地理

### 上流

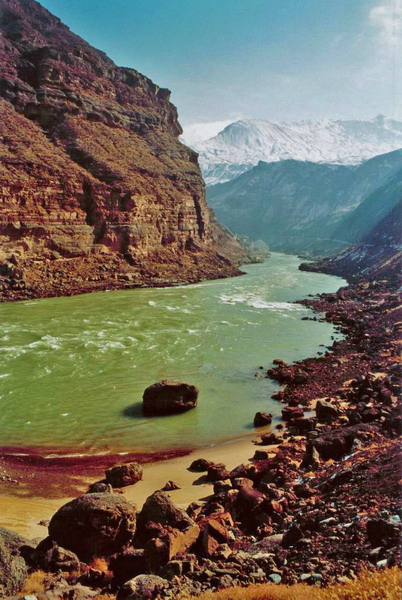
青海省を流れる黄河上流

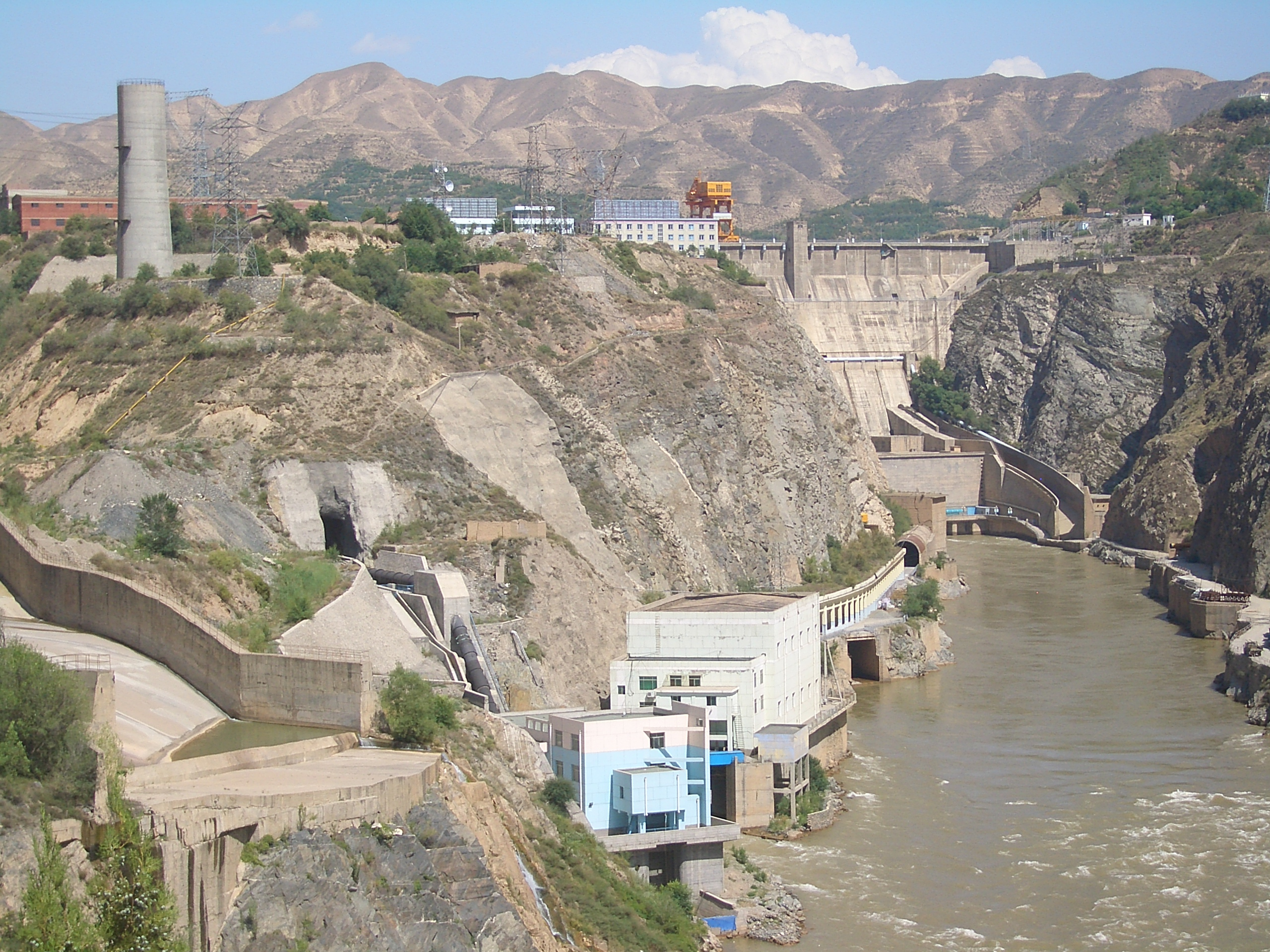
臨夏回族自治州で黄河上流の本流に設けられている劉家峡ダム

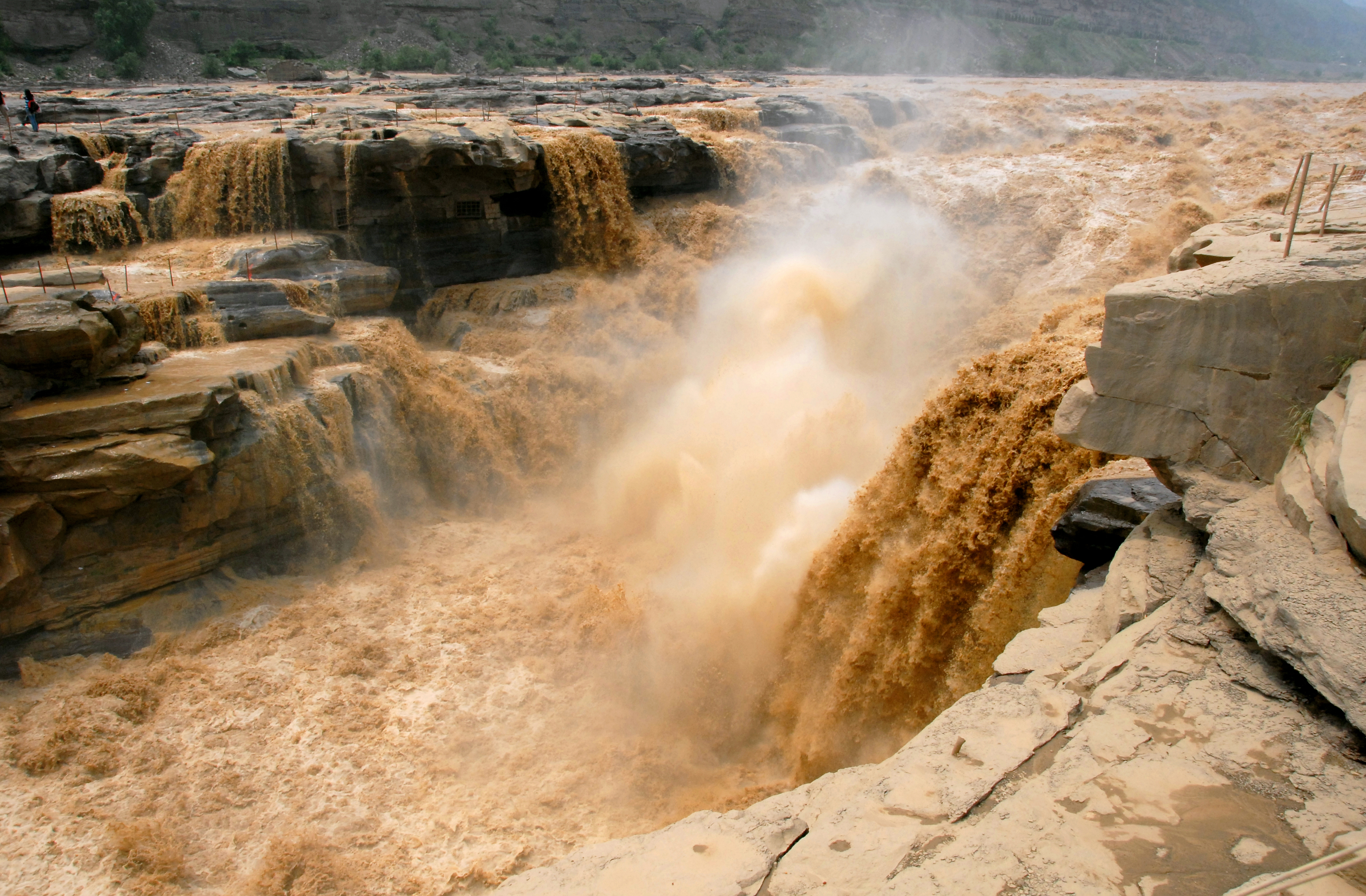
黄河中流の壺口瀑布。山西省吉県と陝西省宜川県の間

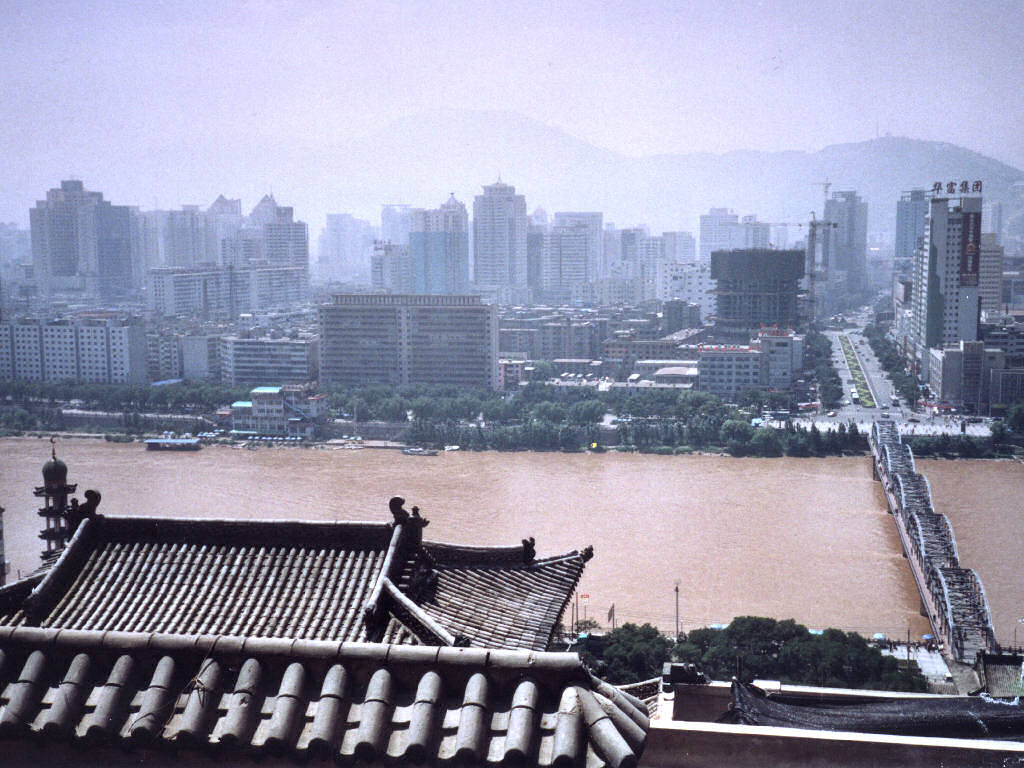
甘粛省蘭州市

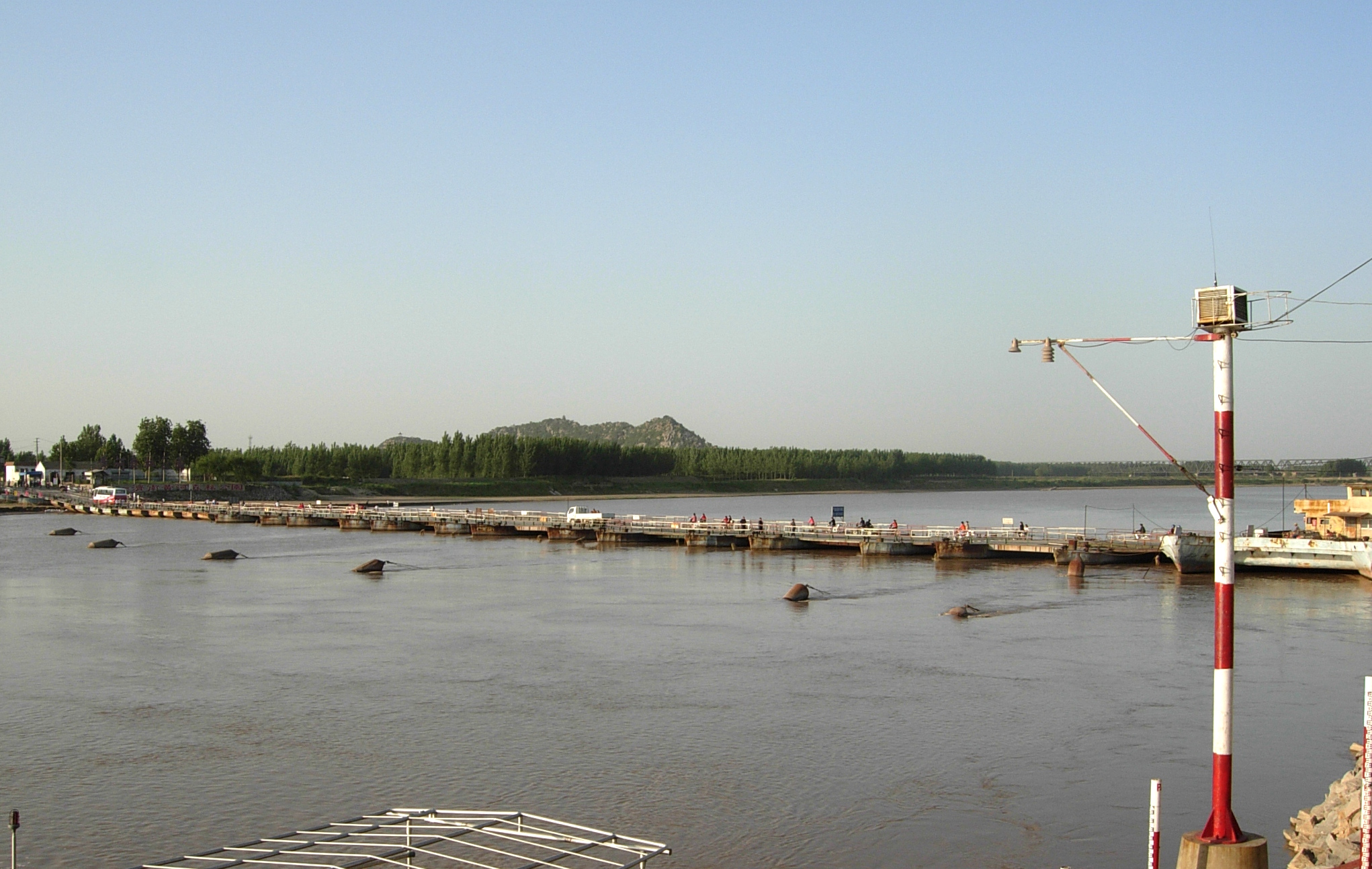
黄河下流の山東省済南市に架かる洛口浮橋。遠方の岡は鵲山

黄河流域は地理的にはいくつかに大きく区分できる。チベット高原、黄土高原、オルドス「河套」、華北平原である。黄河は玉樹チベット族自治州の東端に近い青海省のバヤンカラ山脈に源流があり、7つの省と2つの自治区を縫って流れる。バヤンカラ山脈に端を発した黄河は、チベット高原の中を大きく蛇行しながら北へと流れ、青海省で三江源国立自然保護区内にあるラムサール条約登録地である扎陵湖、鄂陵湖とゾルゲ湿地西側の黄河首曲湿地一帯を経て、青海省の西部で黄土高原の中に入る。甘粛省に入ると甘粛三峡と呼ばれる劉家峡・塩鍋峡・八盤峡を流れる。劉家峡から八盤峡までは70キロほどしかないが、この3つの峡谷にはそれぞれ劉家峡水力発電所（1969年完成）・塩鍋峡水力発電所（1962年完成）・八盤峡水力発電所（1980年完成）があり、発電および周辺地域の灌漑に利用されている。
この地域までは黄河は基本的に深い谷をなしながら流れ、灌漑などに水を利用することも中華人民共和国成立まではほぼ行われてこなかったが、この3つの峡谷を抜けたところで黄河は初めて開けた土地へと流れ込む。蘭州盆地である。蘭州盆地の中心都市である蘭州市は黄河でもっとも上流に位置する大都市であり、黄河の渡河地点から発達した都市で、人口は300万人以上に上り、中国北西部の中心都市である。蘭州から北へと向きを変えた黄河が市を抜けてしばらくするとふたたび切り立った崖に周囲を囲まれ、寧夏に入ると青銅峡と呼ばれる渓谷へと流れ込む。この渓谷にもダムが建設され、寧夏の豊かな農業生産を支えている。
青銅峡を抜けると、黄河は寧夏の広大な盆地へと流れこむ。銀川平原（寧夏平原ともいう）は黄河のほとりに広がる広いオアシスであり、「天下黄河富寧夏」（天下の黄河が寧夏を富ます）という言葉通り、古くからその肥沃さと水の豊富さで知られ、「塞上の江南」とも呼ばれる。西夏王朝もこの銀川市に本拠地を置いた。この地域は回族が比較的多く、寧夏回族自治区を形成している。銀川平原は農業生産力が高いため、近年では人口圧の高まっている寧夏南部の黄土高原地帯から銀川平原への生態移民が行われている。この高い農業生産力を支えているのは豊富な黄河の水である。この地域は黄河からの直接の引水が可能であり、青銅峡灌区と呼ばれる一大灌漑地域となっている。この地域での灌漑用水は、使用後は再び黄河へと戻される。
銀川平原を抜けると、黄河はオルドス高原の中をなおも北上したのち、内モンゴル自治区のバヤンノール市で東へと向きを変え、包頭市の先で今度は南へと向きを変える。この地域は「河套」と呼ばれ、屈曲部北端の平原は河套平原と呼ばれている。この河套平原も黄河からの直接引水が可能であり、バヤンノール市に築かれた三盛公ダムから灌漑用水が供給され、河套灌区と呼ばれる一大灌漑地域となっている。この地域ではコムギやトウモロコシがおもに栽培される。河套灌区での灌漑用水は黄河へと戻されず、烏梁素海という湖へと流される。呼和浩特市の先、頭道拐で黄河は流路を南へと転ずるが、この頭道拐までが黄河の上流部とされる。

### 中流
蘭州から渭水との合流地点までは、黄河は漢字の「几」の字のような形で大きく屈曲する。この部分は「河套」（オルドス・ループ、Ordos Loop）とも黄河屈曲部とも呼ばれる。この屈曲部の北東端までが上流で、それより南が中流ということになる。
頭道拐からは黄河はほぼ真南に向かい、黄土高原のただなかを流れるが、黄河の土砂の供給のかなりの部分はここからもたらされる。黄河そのものの浸食のほか、黄土高原各地を流れる支流や、関中盆地から流入する渭水も流域の黄土を大量に含んでいるためである。この地域では黄河は険しい黄土高原を切り裂いた深い谷の底を流れるため、黄河の水はほぼ使用不可能である。頭道拐のすぐ南には1999年に万家寨ダムが建設され、灌漑や土砂調節などに大きな役割を果たしている。この地域では黄河は西の陝西省と東の山西省との省境をなし、西からは無定河や延河、東からは汾河などが流れこむ。
陝西省の潼関で西から流れてきた渭水と合流してほぼ直角に流路が折れ、今度はまっすぐ東へと向かう。東へと向かった黄河は、三門峡ダム、小浪底ダムといったダムを抜け、洛陽市の北方で山岳地帯を抜けて、広大な華北平原へと流れ込む。ここから始まる黄河の下流域は中原と呼ばれる。この地は黄河文明発祥の地であり、中国文明の中核地域として過去に歴代王朝の都が置かれた。鄭州市の北に位置する花園口までが黄河の中流域に属し、ここからは下流とされる。鄭州市は一部黄河に沿って東西に走る幹線である隴海線と、黄河を越えて南北に走る幹線である京広線の結節点であり、交通の要所として栄えてきた。また、鄭州市に属する鞏義市で、南から流れてきた洛河を合わせる。

### 下流
黄河は鄭州市を抜け、北宋の都であった開封市付近で東から北東へと向きを変え、あとは河口までほぼ北東に流れる。この部分の黄河は、上流の黄土高原で流れ込んできた大量の黄土が含まれている。黄河が流送する土砂は年間16億トンと言われ、この土砂の堆積によって、下流部は天井川となる。このため、華北平原には黄河にそそぎ込む支流はなく、本流を除いては華北平原は黄河流域とは厳密には言えない。黄河の堤防が分水嶺となるため、華北平原の河川は黄河以北は海河、黄河以南は淮河の流域に属する。しかし一方で、海河・淮河ともに黄河の河道変遷（後述）によって黄河本流となったことがあり、また黄河によって運ばれてきた黄土が華北平原そのものを形成し、平原全域を覆っていることから考えても、華北平原全域が黄河の影響下にある地域であるといえる。また、山東省の黄河以北は位山灌区と呼ばれ、天井川となっている黄河から灌漑用水を引水して農業が営まれている。この位山灌区は面積的には青銅峡・河套両灌区とほぼ同じ面積であるが、気候的に冬小麦と裏作の二毛作が可能であり、黄河の水供給が逼迫する中でもその特性から灌漑区域が拡大している。黄河は山東省西部において大運河と接続するが、この付近にある東平湖はかつて黄河下流では非常に珍しい、黄河に流れ込む水系をなしていた。しかし第二次世界大戦後の河道安定に伴い黄河の河道に土砂が堆積したことで高低差がなくなり、現在では黄河氾濫時の遊水池としての役割を果たすのみとなっている。大運河自体は黄河よりも低く、大運河に沿って走る南水北調導水路の東線も黄河河道をトンネルでくぐって北へと向かう。
大運河に接続したのち、黄河は山東省の省都済南市の北側を通り、渤海湾に注ぐ。上流から流れてくる膨大な量の土砂の堆積により、山東省の河口付近には広大なデルタ地帯を形成している。黄河から海へ流入する土砂の量は、年に16億トン から17億トン以上にものぼる。渤海は黄海に属するが、黄海の名は黄河から流れ込む黄土などによって海面が黄色く濁って見えることからつけられた名である。黄河デルタの湿地群は2013年にラムサール条約登録地となった。

## 水文学的特徴
黄河は上流部で黄土のただなかを流れるが、この黄土はシルトであり、粒子が細かいため浸食されやすい。そのため、黄河には膨大な土砂が流れ込み、黄河という名称のもととなった。
黄河の水文学的特徴として、水が少なく砂が多い、水と砂の分布が不均等、下流域は天井川（川床が岸辺より高くなっている）で洪水災害が頻繁に起こるという点がある。土砂量に関しては年間16億トンにのぼり、世界一の土砂含有量を持つ。この土砂量は第2位のガンジス川（年14.5億トン）と肩を並べ、第3位のアマゾン川が年間9億トンに過ぎないことからしても、ほかの河川からは冠絶している。しかも、黄河の年間水量は468億m3に過ぎず、これはガンジス川（3,710億m3）の8分の1であり、土砂含有率においては世界でもっとも高い大河川である。
このため、黄河においては「水一石泥六斗」と呼ばれるほど多くの土砂が含まれており、流量の少なさと土砂そのものの多さによって下流部に堆積し、河道変遷の要因となった。この土砂は流域に建設されたダム群にも堆積し、特に黄河本流に初めて建設された大型ダムである三門峡ダムにおいては、この問題は深刻なものとなった。1960年の完成後急速にダム湖に土砂が沈殿し、1年ほどで潼関にいたる広大な地域に土砂が堆積して、関中盆地の主要部が洪水の危機にさらされたため、2度の改修によって土砂排出機能の改善を余儀なくされたのである。こうした堆積土砂は黄河の全ダムに共通しており、洪水抑制機能がかなり減衰した状態となっている。小浪底ダムにおいては、堆積土砂を押し流すための放水がたびたび行われている。黄河のこの濁りは恒常的なものであり、あてのないことをただひたすら待ち続ける「百年河清を俟つ」という故事成語があるほどである。562年には黄河と済水がともに澄んだため、当時の北斉王朝が年号を「河清」へと変更した。
黄河の土砂蓄積は現在も進行中であり、水量低下によって土砂の運搬能力が非常に落ちたためにむしろ加速する傾向がある。黄河下流域においては、大規模な堤防の堤内において水路周辺に再び土砂が蓄積して天井川化し、天井川の中に天井川が存在するといった状態にまでなっている。こうした土砂の流出および蓄積を防ぐためにさまざまな対策が取られている。土砂流出のもっとも大きい黄土高原においては、耕作地に植林して森林を造成し土砂流出を抑制する、いわゆる退耕還林政策が行われている。また、上記の小浪底ダムの大放水はダムの堆積土砂のほか、三門峡ダムや万家寨ダムとも連携して放水することによって下流の河道に堆積した土砂を一気に押し流すことも意図している。

## 流路変遷と治水

各時期における下流部の流路

黄河下流域は膨大な土砂の堆積によって天井川となっているため、古来よりたびたび氾濫し、大きく流路を変えてきた。それらの元流路は黄河故道と呼ばれている。黄河の治水は歴代王朝の重大な関心事のひとつであった。古代には現代の河道に比べてかなり西寄りを流れており、渤海北部の天津付近に河口があったが、紀元前602年に記録されている最初の河道変遷が起こり、黄河は旧河道と現代の河道のほぼ中間を流れるようになった。春秋戦国時代は沿岸諸国が堤防を建設したが、この堤防は黄河本流から十分な距離をもって建設されており、氾濫しても堤防内にてある程度吸収することが可能であったため、黄河はやや治まっていた。前漢の時代に入ると、紀元前132年に濮陽において黄河が決壊した。この決壊はそれまで知られていた黄河以北の河北平野における氾濫ではなく、黄河の南側で決壊して淮河へと流れ込むものであり、当時の経済中心のひとつであった黄河・淮河間の平野（淮北平野）に甚大な被害をもたらした。この決壊は23年後の紀元前109年にふさがれたものの、以後黄河は氾濫を繰り返すようになった。
これを防ぐため、紀元前7年に賈譲が「治河策」を著した。これは黄河の治水策として、上策を河道変更、中策を分流、下策を現河道の堤防のかさ上げとしたもので、この案は賈譲三策として知られ、以後の黄河治水案の基礎となるものだった。しかし、前漢王朝はすでに衰退しており、この案を実行に移す国力はすでに失われていた。
新王朝時代の11年にはついに決壊して河道がさらに東へと転じ、現在の河道よりやや北をほぼ現河道と並行するように流れるようになった。この氾濫・決壊は黄河下流域に甚大な被害を与え続けたが、69年から70年にかけて後漢の王景による治水工事が行われ、黄河は安定を取り戻した。この王景の治水策は2点からなり、ひとつは華北平野で当時最も低く、なおかつ渤海へ最短距離で到達する河道を選択することで勾配をつけ土砂を押し流しやすくすることと、河北平野への分流を設け黄河の勢いをそぐことを根幹としていた。この案は60年ほど前に提案された賈譲の上策および中策とほぼ一致するものだった。この治水の効果は劇的なもので、これ以降黄河は唐の時代にいたるまで800年以上ほぼ安定したままで推移し、河道変遷にいたっては北宋時代の1034年にいたるまで起きなかった。この河道安定の理由としては、王景の治水計画が非常に優れたものであったことと、もっとも土砂流出量の多い中流域の黄土高原が、中国王朝の統治能力の減退によって北方の遊牧民がこの地域に進出し牧草地化したことで土砂流出がある程度抑制されたことがあげられる。このため、再び黄土高原に農民が進出し耕地化が著しくなった唐代以降、黄河の洪水は徐々に増加していった。
北宋期に入ると、黄河は再び暴れ川となり、1034年の決壊からはほぼ10年ごとに河道が変転する事態となった。この河道変遷は、漢の時代までの変遷が徐々に東へ向かう形だったのとは反対に、河道は徐々に西へと向かい、古代の河道のように北へと流れる傾向を示した。しかし、朝廷内では黄河の河道を東に向ける派と北に向ける派が対立し、治水は遅々として進まなかった。
黄河の河道はこのときまではすべて渤海に注いでいたが、南宋初期にこれを大きく変える出来事が起きた。1128年、南宋の将軍である杜充が金軍の南下を防ぐため、黄河の南岸の堤防を決壊させたのである。これにより黄河は大きく南遷して南の淮河に合流し、黄海へと流れ込むようになった。この黄河の南流は1855年に再び黄河が北流し、現在の流路を流れるようになるまで700年近く続いた。当初は旧河道を通って渤海へと流れ込む水流も残っていたが、1150年に途絶し、黄河はすべて南流することとなった。この南流期の黄河河道は一本化されておらず、何本かに分かれて淮河へと流入していたが、淮河の河道は黄河の全水量を受けられるほど広くなかったため、今度は淮河流域で洪水が頻発するようになった。また、淮河から溢れた水は富陵湖や白水塘といったそれまでに存在した小さな湖を飲み込み、中国4位の広さを持つ淡水湖である洪沢湖を形成した。さらに洪沢湖から溢れた水は高郵湖、邵伯湖といった湖を作り、南の長江に流れ込むようになってしまった。やがて明朝期後半には、黄河の流れを一本化（束流）して、その水量で土砂を押し流す（攻砂）という、いわゆる「束流」案が潘季馴によって提唱され、主流となった。この案の円滑な運用には、流路に堆積する膨大な量の土砂を取り除くための定期的な浚渫が不可避であったが、清王朝後期にはこの河川管理が崩れ、黄河は再び水害を頻発させ始めた。
1855年、黄河は大洪水を起こし、南流をやめてほぼ700年ぶりに北へと向かい、渤海へと注ぎ込むようになった（咸豊黄河大改道）。このときの流路が、ほぼ現在の黄河の河道である。黄河の現在の流路にはもともと済水（大清河）と呼ばれる大河が流れており、済南市の市名はこの済水の南に位置していたことからきたものだが、この流路変更によって済水の河道のほとんどは黄河本流となってしまった。このときは黄河の河道を元に戻してほしい新流路である山東省グループと、黄河の河道変更を恒常化させたい淮河流域グループとの対立によって河道の改修と固定化が遅れ、結局1875年に現流路に流路が固定されることとなった。また、日中戦争中の1938年には日本軍の侵攻を阻止しようとした中国国民党によって堤防が爆破され、流路が変わった（黄河決壊事件）。1947年に堤防の修復が完了し、河口が現在の位置になった。
戦後、三門峡ダムなど大規模なダムが建設され、大水害は減少した。しかし、1970年代以降、工・農業用水の需要増大に伴って、下流部で流量不足になり、河口付近では長期にわたって断流するなどの問題が起きている（1999年以降、断流は発生していない）。2001年には三門峡ダムの下流に小浪底ダムが建設され、黄河の水位調節を行うようになって断流は発生しなくなった。とはいえ、黄河の根本的な水量不足は解消したわけではなく、これを解決するために南水北調計画が開始され、西線工区では水量の豊富な長江上流地域から黄河上流へと水を流し、黄河水量の増加によって甘粛や寧夏、内モンゴル、陝西省などの水不足を解消する計画が立てられたが、この西線工区は3,000メートル級の険しい山岳地帯に位置し、非常な困難が予想されるため、ほかの2工区と違いまったく着工がなされず、計画段階にとどまっている。この計画の東線では大運河に沿ったルートで華北へ、中央線では漢水に作られたダムから河北省の西部へと水が送られ、黄河水系の水の負担を減らすことが期待されているものの、この両ルートではそれぞれ黄河をトンネルによってくぐって水を輸送するものとされ、黄河そのものにはこの両ルートからの水は流れ込まない。また、源流域のチベット高原では過放牧や道路建設などによって重要な水源となる湿原の消失が続いており、長江や黄河といった大河川の水量への影響が懸念されている。

## 環境
最上流部のチベット高原の湖とツンドラ湿地にはアカハジロ、ソウゲンワシ、プシバルスキーガゼル、オグロヅル、セーカーハヤブサ、クチジロジカ、ノヤク（ヤクの野生種）、ユキヒョウ、コビトジャコウジカ、ヤマジャコウジカ、ドール、キガシラウミワシおよびChuanchia labiosa、Gymnocypris eckloni、Gymnodiptychus pachycheilusなどの固有種の魚類が生息している。
黄河流域には1億1,000万人以上の人々が住み、事実上黄河流域と一体化している華北平原の人口を加えるとさらに数倍となる。この膨大な人口を支えるため、黄河の水は高度に利用されており、2000年から2002年にかけての黄河の水の利用率は84.2%に達し、河口には15.8%しか届かない。このため、少しでも降水量が減少した場合、黄河の水は河口まで届かず、20世紀中には頻繁に断流を起こした。断流が起こらなくなったあとも利用率の高さは変わらず、黄河下流は慢性的な流量不足の状態にある。また、特に中下流においては人口稠密な地域を流れているため、沿岸の工場や都市から汚染物質が黄河へと流され、流量の減少と相まって深刻な水質悪化を招いている。1985年には黄河本流の92.1%の区間が飲料水として利用可能だったものが、2004年には34.4%にまで減少してしまい、汚染区域の中でもどのようにも利用できない高度汚染水域が全体の25%を超えるようになった。さらに、流量減少によってヨシ原が多い河口部のデルタ地域の生態系に深刻な影響がもたらされたほか、断流期には黄河下流域の諸都市の工業・農業用水の供給が減少し、深刻な水不足に陥った。

## 歴史
黄河流域には紀元前7000年ごろに黄河文明が成立した。黄河文明はやがて南の長江流域に成立した長江文明と一体化し、中国文明となるが、黄河流域は基本的に中国文明の中心地であり続けた。黄河の治水は古くより中国文明においての重大事であり、伝説上の中国初の王朝である夏王朝の、禹が黄河の治水事業に成功して舜より禅譲を受けたことにより成立したという伝説も、その一端を示している。紀元前17世紀ごろには確認できる中国最古の王朝である殷が成立した。以後の歴代統一王朝は、基本的に西周が都した関中盆地の長安周辺か、中原の端にある東周が都した洛陽のいずれかに都を置いた。一方、明確に中原諸王朝の支配下にあった地域は黄河屈曲部の中ほどまでであり、それ以北は北方の遊牧民族諸王朝の勢力下にあることが多かった。屈曲部の北端である河套地域は黄河の遊水地的な湿地帯で、牧畜に必要な豊かな草と水が広がる大牧草地として遊牧民にも重要な土地のひとつとなっていた。しかしこの地域はどちらの根拠地からも遠く離れており、両勢力の係争地となることが多かった。戦国時代にはこの地域に趙が進出し、河套の北に長城を築いて雲中や九原を支配した。趙を滅ぼした秦もこの地域の支配を継続し、九原県を置いたが、秦漢交代期にこの地域の支配は崩れ、頭曼単于の侵攻によって屈曲部北部は匈奴の領域となった。以後100年近くこの支配は続いたが、武帝が即位すると匈奴は圧迫され始め、紀元前127年には屈曲部が、紀元前121年にはそれまで中国諸王朝が進出していなかった蘭州などの黄河上流部およびその西に連なる祁連山の麓までを支配下に置き、ここに河西四郡を置いた。しかし後漢王朝以降、徐々に屈曲部の中国王朝の支配は減退し、さらに晋の衰退によって北方遊牧民族が中国北部に侵入し五胡十六国時代が始まると、黄河流域全体が遊牧民族の支配下に置かれるようになった。こうした状況は北魏によって華北が統一されても続き、黄河流域の北朝と長江流域の南朝とが対峙する、いわゆる南北朝時代が長く続いた。この状況は、北朝の隋が南朝の陳を滅ぼして中国を再統一するまで続いた。
政治的には両大河流域は統一されたものの、経済的にはこの両河川は分離したままだった。これを統一するため、610年には隋の煬帝の手によって大運河が完成し、黄河と長江が水運によって直結された。これにより、大運河と黄河との結節点にあたる開封が経済的に大繁栄し、五代から北宋にかけての都となった。一方で軍事的に弱体な宋は黄河屈曲部に十分な勢力を伸ばすことができず、河套は遼の支配下に入り、銀川平野はタングート族の李元昊が興した西夏王国の本拠地となった。歴史上、銀川平野に独立王朝が割拠したのはこれが唯一のことである。北宋が金に敗れ南遷すると、華北を支配するようになった金は中原の北端に近い中都（北京）に都を置き、以後の王朝は北京または南京に都を置くようになって、黄河流域に都は置かれなくなった。元の時代には大運河がより直線的になるよう東側にルートが変更され、これによって水運の結節点でなくなった開封の経済的重要性は低落した。

## 気候と流域の産業
黄河流域の降水量は全般に少なく、年間降水量が1,000ミリを超えるところはほとんどない。特に上流域では降水量が少なく、ほとんどがステップ気候に属し、一部には砂漠気候の地域もある。下流は冷帯に属する。黄河流域と長江流域はだいたい秦嶺・淮河線によって分割されるが、この線は年間降水量1,000ミリ線とほぼ一致しており、そのためこの線の南北、すなわち黄河流域と長江流域では主穀や農作物といった農業全般、さらには文化全般にいたるまで、さまざまな違いがある。長江流域が稲作を基盤とした区域であるのに対し、黄河流域は畑作を基盤とし、コムギを主穀として栽培する。コムギは華北平原においては冬播きであるが、寧夏や甘粛などの上流部においては春播きコムギが一般的である。なお、コムギは後代に伝わってきた作物であり、黄河文明期からの黄河流域の基幹作物はアワであった。21世紀においても、アワはこの地域において二義的ではあるものの重要な作物のひとつとなっている。ダイズや綿花などの栽培も盛んであり、また果物ではリンゴの生産は黄河流域が中心となっている。絶えず旅をするという意味の「南船北馬」という言葉が表す通り、黄河流域では舟運よりも馬などを利用した陸運がどちらかと言えば歴史的に盛んであった。とはいえ、大運河などが開削されたことからも分かるように、舟運がまったく利用されなかったわけではなかった。

## 支流
- 白河（中国語版）
- 黒河（中国語版）
- 洮河（中国語版）
- 湟水（中国語版）
- 祖厲河（中国語版）
- 清水河（中国語版）
- 大黒河（中国語版）
- 窟野河（中国語版）
- 無定河（中国語版）
- 汾河
- 渭河
- 洛河
- 沁河（中国語版）
- 大汶河（中国語版）
- 済水

## 橋・トンネル・渡し
黄河には多くの橋や渡し船（中国語：渡口）がある。その主なものを、下流から上流に向かう順に列挙する。
山東省
- 勝利黄河大橋（墾利県にあり、勝利油田の近く）
- 済南黄河公路大橋（中国語版）（済南市）

河南省
- 開封黄河大橋（中国語版）（開封市）
- 鄭州黄河大橋（中国語版）（鄭州市）

山西省・河南省
- 三門峡黄河大橋（三門峡）

陝西省・山西省
- 禹門口黄河大橋（中国語版）

内蒙古自治区
- 包頭黄河大橋（包頭市）

寧夏回族自治区
- 銀川黄河公路大橋（銀川市）

甘粛省
- 蘭州黄河大橋（蘭州市）
- 蘭州中山橋（中国語版）（同上）- 明代（1385年）に建てられた浮き橋「黄河第一橋」の跡が残っている。
- 蘭州銀灘黄河大橋（同上）

青海省
- 達日黄河大橋
- 扎陵湖（中国語版）渡口 - 黄河最上流の渡しといわれる。

黄河の下を潜る初めてのトンネルとして、蘭州の地下鉄用トンネルが2014年に着工されている。

## ダム
黄河本流には以下のダムが存在する。（建設順）
- 三門峡ダム（1960年、三門峡市、河南省）
- 三盛公ダム（中国語版）（1966年）
- 青銅峡水力発電所（中国語版）（1968年、青銅峡市、寧夏回族自治区）
- 劉家峡水力発電所（1974年、 永靖県、甘粛省）
- 塩鍋峡水力発電所（1975年、永靖県、甘粛省）
- 天橋ダム（1977年）
- 八盤峡水力発電所（中国語版）（1980年、 西固区、蘭州、甘粛省）
- 龍羊峡ダム（中国語版）（1992年、 共和県、青海省）
- 李家峡ダム（中国語版）（1997年）（尖扎県、青海省）
- 大峡水力発電所（1998年）
- 万家寨ダム（1999年）、 偏関県、陝西省と内モンゴル自治区）
- 小浪底ダム（中国語版）（2001年）（済源市、河南省）
- 拉西瓦ダム（中国語版）（2010年）（貴徳県、青海省）
- 羊曲ダム（2015年）（興海県、青海省）
- 瑪爾擋ダム（2016年）（瑪沁県、青海省）

2000年には、これらの中でもっとも発電能力の大きい龍羊峡ダム、劉家峡水力発電所、李家峡ダム、塩鍋峡水力発電所、八盤峡水力発電所、大峡ダム、青銅峡水力発電所の7つの発電所では、5,618メガワットの総設備容量を持っていた。これらのダムの多くは落差の激しい上流域および中流域に建設されているが、この地域は潜在的な発電能力は大きいものの電力消費は経済開発が進んでいないためにそれほど多くない。このため、中国政府が西部の電気を東部の沿海域にまで送電する、いわゆる西電東送プロジェクトの一環に黄河上流域も位置づけられ、龍羊峡ダム、劉家峡水力発電所の2つの発電所で発電された電気が北京や天津といった沿岸北部の大都市や、工業の盛んな山東省に送電されている。このルートは、西電東送プロジェクト中の北部幹線ルートとなっている。

## 観光
- 老牛湾 - フフホト市清水河県と山西省の堺にあり、明王朝が作った遊牧民の侵略から漢民族を守るためののろし台がある。
- 石径禅院 - 忻州市河曲県の黄河に面した断崖絶壁にある。
- 香炉寺 - 陝西省楡林市佳県にある、黄河に面した絶壁の上にある寺。
- 壺口瀑布（中国語版） - 50mの落差があり激流。
- 函谷関 - 古来、長安と洛陽を行き来するのに必ず通らなければならなかった場所。箱根八里の歌詞にも歌われる。
- 鸛鵲楼（かんじゃくろう） - 鸛雀楼とも書き、呼び方は同じ。コウノトリの意。6世紀に建設され、洪水の反乱で何度か流された。黄河の絶景ポイントとして詩人や芸術家に愛された。王之渙の「登鸛鵲楼」は有名。
- 鄭州黄河風景名勝区（中国語版） - 2009年に中華人民共和国国家級風景名勝区に認定された[27]。鄭州市恵済区と滎陽市を中心とした黄河の一部からなる観光地域であり、区域内には邙山（中国語版）などの観光地がある[28]。

## その他
現在の中国の省である河北省・河南省は、それぞれ主要地域が黄河の北と南に位置していることからつけられた名前である。ただし、河北省は全域が黄河の北に位置するのに対し、河南省の北部の一部分は黄河の北に位置する。また、河南省は省内を黄河が流れるが、河北省内には黄河の本流だけでなく、黄河の流域すら存在しない。また、甘粛省の西部、武威から敦煌にいたる900キロの細長いオアシス都市群地域を河西回廊と呼ぶが、これは蘭州を流れる黄河の西に位置することにちなむ。